# 魏時應
魏時應（16世紀—17世紀），字去違，號澹明，江西南昌府南昌县田湖里人，明朝政治人物。

## 生平
十二月二十三日生，治春秋。萬曆二十二年甲午科鄉試第二名舉人，二十三年（1595年）乙未科三甲一百十八名進士。通政司觀政，本年十月授任福建建阳县知县，邑民潘应选习妖妄不法，事觉连千馀家，郡丞将尽以大逆论死。时应谓此皆朝廷赤子，为奸民所诱，力为求情，台使者竟如时应议，诛首恶，所全活甚众，至今画像祀之。擢工部主事，三十四年十月调吏部稽勋司主事，历考功、文选员外郎，特疏请简用邹元标、赵南星，以副当世之望。铨故弊薮，文选都吏朱国梁尤奸狡，玩法招贿，时应疏纠，戍遣之。复疏立四季考察法，有受贼贿犯律者得参送法司，如五部例，旨下，著爲令。转验封郎中，给假奉母还里。家居十馀年，会东林议起，以时应前疏荐元标、南星，故出为闽藩左参政，歴按察使。天启中，晉光禄寺卿，适魏良卿入貲为本寺署丞，数至时应私寓求谒不可得，公署见又不交一言，魏忠贤深恚恨，后再推卿贰，皆不报。羣小方共斥邹赵，因出时应为南通政司，旋冠带闲住。崇祯初，卒于家。
生平勤学笃行，宏奖俊髦，为天下先。所许与士多当世名臣。时应父葬新建县，时应以庐墓，遂家焉，后裔今为新建人。

## 家族
曾祖魏昂武。祖父魏尚大，嘉靖十九年庚子舉人、定海县知县。父魏彦才，廪生、贈文林郎。母喻氏，封太孺人。慈侍下。從兄魏時亮，南京刑部尚書、前都給事中，賜一品服。娶朱氏，封孺人，子士冲、士凖、士斗、士馮。
子魏士冲，字四印，以荫补宅事，擢贵州都匀知府。崇祯帝死社稷，士冲闻报，北向跪痛哭，捧时应木主而死。子邦植，郡庠生，亦同死。